# Vấn đề nhân quyền trong đại dịch COVID-19
Trong đại dịch coronavirus 2019, các vi phạm nhân quyền bao gồm kiểm duyệt, phân biệt đối xử, giam giữ tùy tiện, bài ngoại đã được báo cáo từ các nơi khác nhau trên thế giới. Tổ chức Ân xá Quốc tế đã trả lời rằng "Vi phạm nhân quyền cản trở, thay vì tạo điều kiện, phản ứng với các tình huống khẩn cấp về sức khỏe cộng đồng và làm giảm hiệu quả của chúng." 

## Kiểm duyệt

### Trung Quốc
Chính phủ Trung Quốc đã thi hành kiểm duyệt sớm để đàn áp thông tin về coronavirus, và những nguy hiểm mà nó gây ra cho sức khỏe cộng đồng. Đã có những chỉ trích rằng dịch bệnh được cho phép lan truyền trong nhiều tuần trước khi những nỗ lực được thực hiện để chứa virus. Lý Văn Lượng, một bác sĩ Trung Quốc đã cảnh báo các đồng nghiệp của mình về coronavirus đã bị giam giữ và kiểm duyệt vì "truyền bá tin đồn sai lệch". Anh bị ốm vì nhiễm trùng và sau đó chết. Tòa án nhân dân tối cao của Trung Quốc đã bác bỏ coronavirus lan truyền là 'tin đồn'. Tổ chức Ân xá Quốc tế chỉ trích rằng việc tác động mạnh mẽ của Trung Quốc đối với Tổ chức Y tế Thế giới liên quan đến việc giảm thiểu mức độ nghiêm trọng của vụ dịch.
Sau một số video về mô phỏng sự lan truyền của đại dịch trên Trái Đất trong trò chơi "Plague Inc. " trên các video về trò chơi, chính phủ Trung Quốc đã cấm trò chơi và xóa khỏi tất cả các cửa hàng kỹ thuật số. Ndemic Creations, nhà phát triển trò chơi, nói rằng họ không kiểm soát được tình hình trên và than thở về những gì đã xảy ra.

### Ba Lan
Một nữ hộ sinh có kinh nghiệm làm việc trong đại dịch tại bệnh viện Ba Lan đã bị sa thải sau khi cô công bố báo cáo trên Facebook vào ngày 18 tháng 3 về tình trạng của nhân viên y tế và bệnh viện liên quan đến đại dịch. Truyền thông theo sau với các báo cáo về các bác sĩ bị cấm cung cấp thông tin cho các phương tiện truyền thông. Vào ngày 25 tháng 3 năm 2020, Thanh tra viên Ba Lan Adam Bodnar thông báo cho Bộ trưởng Bộ Y tế rằng quyền tự do ngôn luận của nhân viên y tế và quyền được biết của công chúng được đảm bảo theo các Điều 2, 54 và 61 của Hiến pháp Ba Lan và sa thải hoặc trừng phạt các bác sĩ để thông báo cho công chúng trong đại dịch có thể là vi phạm "các tiêu chuẩn bắt buộc".
Vào ngày 26 tháng 3, Bộ trưởng Bộ Y tế, Józefa Szczurek-Żelazko  đã gửi một lệnh tuyên bố bằng văn bản yêu cầu các tư vấn y tế của tỉnh Voivodeship không lập báo cáo về SARS-CoV 2, tình hình dịch tễ học, các rủi ro đối với nhân viên y tế hoặc các phương pháp bảo vệ khỏi bị nhiễm trùng, trừ khi họ tham khảo ý kiến với Bộ Y tế hoặc Główny Inspektorat Sanitarny  (GIS, cơ quan y tế quốc gia).  Một nhóm bác sĩ, Porozumieniu Chirurgów SKALPEL, đã mô tả lệnh này là gây sức ép và nói rằng nó có nguy cơ gây ra thảm họa.

### Trên mạng xã hội trực tuyến
Các mạng xã hội trực tuyến khác nhau đã áp dụng các biện pháp chống thư rác cho nội dung được đăng về SARS-CoV-2 và đại dịch.
Facebook bị cáo buộc kiểm duyệt nội dung thông tin về virus. Theo người dùng, các bài đăng về coronavirus từ các nguồn phương tiện đáng tin cậy đã bị chặn và ẩn khỏi những người dùng khác. Facebook đã tuyên bố một lỗi đã chịu trách nhiệm cho việc này, nhưng thuyết âm mưu đang lưu hành cho rằng việc này được thực hiện có chủ ý để đàn áp thông tin.
YouTube đã gỡ bỏ một số video trong đó thuật ngữ "corona" được sử dụng trong video. Việc gỡ bỏ được bao gồm theo các quy tắc của nội dung nhạy cảm.

## Quyền sức khỏe
Tại Trung Quốc, nhiều bệnh nhân đã phải quay lưng lại với bệnh viện sau nhiều giờ xếp hàng vì số người mắc bệnh cao. Thiếu hụt về đồ xét nghiệm và xử lý vật liệu đã được báo cáo. Do số lượng bệnh nhân ở Ý tăng cao, các bác sĩ buộc phải quyết định có nên điều trị cho người già hay không, hoặc bỏ mặc khiến họ tử vong. Một bức ảnh của một y tá gục ngã do khối lượng công việc khổng lồ trong một bệnh viện ở Ý đã được lan truyền rộng rãi như một biểu tượng của hệ thống y tế bị quá tải.

## Phân biệt đối xử và bài ngoại
Đã có báo cáo về sự phân biệt chủng tộc gia tăng đối với người châu Á, đặc biệt là người Trung Quốc ở châu Âu và châu Mỹ. Ủy ban khẩn cấp của Tổ chức Y tế Thế giới đã ban hành một tuyên bố khuyên tất cả các nước hãy chú ý đến "các nguyên tắc của Điều 3 của IHR (Quy định về Sức khỏe Quốc tế)", theo WHO là một cảnh báo chống lại "các hành động thúc đẩy sự kỳ thị hoặc phân biệt đối xử, "khi tiến hành các biện pháp ứng phó quốc gia đối với ổ dịch.
Nhiếp ảnh gia nhân viên của Washington Post đã chụp được một bức ảnh ghi chú bài phát biểu của Tổng thống Mỹ Donald Trump, trong đó ông đã gạch bỏ từ "coronavirus" và thay thế nó bằng "virus Trung Quốc".  Trump gọi coronavirus là "virus Trung Quốc" trong các bài phát biểu của mình trong bối cảnh các cuộc biểu tình phân biệt chủng tộc ngày càng tăng từ các khu vực khác nhau. Tuy nhiên, ông tuyên bố rằng ông không tin những tuyên bố của mình là phân biệt chủng tộc vì virus có nguồn gốc từ đó và ông cũng có ý định chống lại tuyên truyền của Trung Quốc, cho rằng ngay từ đầu lính Mỹ đã mang virus sang Trung Quốc.
Ấn Độ đã chứng kiến nhiều trường hợp người dân từ các vùng phía đông bắc của họ được gọi là 'coronavirus' vì sự giống nhau về chủng tộc của họ với người Trung Quốc, nơi đại dịch này bắt nguồn. Điều này xảy ra trong bối cảnh của các vấn đề phân biệt chủng tộc hiện có mà mọi người từ các khu vực này tiếp tục phải đối mặt. Kiren Rijiju, Bộ trưởng Bộ Các vấn đề Dân tộc thiểu số của chính phủ Ấn Độ, đã đưa ra tuyên bố chống lại các trường hợp bình luận phân biệt chủng tộc ngày càng tăng đối với người dân Đông Bắc Ấn Độ.

## Che giấu thông tin
Tổ chức Ân xá Quốc tế báo cáo rằng chính phủ Trung Quốc đã kiểm duyệt nhiều bài báo liên quan đến đại dịch coronavirus tại Trung Quốc. Nicholas Bequelin, Giám đốc khu vực tại Tổ chức Ân xá Quốc tế đã chỉ trích rằng "chính quyền Trung Quốc có nguy cơ giữ lại thông tin có thể giúp cộng đồng y tế giải quyết coronavirus và giúp mọi người tự bảo vệ mình khỏi bị phơi nhiễm".

## Quấy rối và đe dọa
Các nhà hoạt động chia sẻ thông tin về tình hình đại dịch coronavirus ở Trung Quốc đã bị đe dọa và quấy rối.

## Kiểm soát biên giới và phong tỏa quá mức
Chính phủ Úc đã gửi hàng trăm người Úc đến một trung tâm giam giữ người nhập cư trên đảo Giáng sinh, nơi các điều kiện trước đây được Hiệp hội Y khoa Úc mô tả là "vô nhân đạo".

## Quyền riêng tư
Chính phủ ở nhiều quốc gia đã tiến hành giám sát hàng loạt để liên hệ truy tìm nguồn gốc dịch bệnh và người mang mầm bệnh.

## Kỳ thị
Những người đã khỏi bệnh đã trải qua sự kỳ thị xã hội. Nhân viên y tế chăm sóc cho những người mắc COVID-19 gặp các vấn đề về sức khỏe tâm thần vì sợ bị gia đình và cộng đồng kỳ thị.